# Biblioteca Nacional do Uruguai
A Biblioteca Nacional do Uruguai é a maior e mais antiga biblioteca pública do país, destinada a preservar e difundir o patrimônio nacional bibliográfico e documental. Foi fundada em 26 de maio de 1816, por iniciativa do presbítero Dámaso Antonio Larrañaga. Nesta data, é comemorado no país o dia do livro, em homenagem ao aniversário da Biblioteca Nacional.